# Джеймс Б'юкенен
Джеймс Б'юкенен (англ. James Buchanan; 23 квітня 1791 — 1 червня 1868) — американський політик, 15-й президент США від партії демократів у 1857–1861 роках, останній перед розколом Півночі та Півдня і Громадянської війною в США.
Коли південні штати оголосили свою сецесію (відділення/вихід із Союзу), що призвело до Американської Громадянської війни, Б'юкенен вважав, що відділення суперечить закону, але приготування до війни для зупинки відділення він вважав також протизаконним. Тому він не зробив нічого. Консенсус істориків традиційно уважає Б'юкенена гіршим з президентів США за всю історію; цей погляд, проте, оскаржується деякими авторами.

## Життєпис
Син фермера Джеймса Б'юкенена-старшого шотландського (з ірландських /ольстерських/ шотландців) походження та Елізабет Спір, Б'юкенен здобув освіту в коледжі і, присвятивши себе юридичній діяльності, скоро набув популярності талановитого адвоката. Від 1814 року був членом законодавчих зборів штату Пенсільванії, а 1820 обраний депутатом Конгресу. Єдиний зі всіх президентів США неодружений: втративши в юності наречену, він вирішив ніколи не одружуватися.

### Дипломатична кар'єра
У 1831 році Б'юкенен був призначений послом при петербурзькому дворі і уклав першу торгову угоду між Росією і Сполученими Штатами. Після повернення на Батьківщину (1833), Б'юкенен був обраний від Пенсільванії у сенат США. Тут Б'юкенен тримався примирливого напряму між аболіціоністами і рабовласниками, але захищав незалежність відторгнутого від Мексики рабовласницького Техасу.
У президентство Джеймса Полка (з партії південців), кандидатуру якого Б'юкенен підтримував, він був призначений державним секретарем США (1845–1849). Під час його управління питання про Техас привело до війни з Мексикою, а конфлікт з Великою Британією відносно території Орегона, був улагоджений угодою, в якій північно-східним кордоном Штатів визначена 49 паралель. 1849 року Б'юкенен прийняв пост посла в Лондоні.
Наступного року Б'юкенен був членом Остендської конференції, що проголосила право Сполучених Штатів на приєднання острова Куба шляхом покупки або завоювання. Рабовласницька партія бажала цим захистити себе від небезпеки, що загрожувала її інтересам в тому випадку, якби іспанці розпочали звільнення негрів.

### Президентство
У 1856 році Б'юкенен був обраний як кандидат демократів (південців) в президенти Союзу. Завдяки тому, що він був відсутній під час палких дебатів в конгресі 1856 р. з приводу біллю про Канзас-Небраску, які розпалили пристрасті в конгресі і всій країні і різко поставили один проти одного дві ворожі партії, Б'юкенен ще міг деякий час триматися невизначеного напряму, прагнучи якщо не усунути, то відстрочити розрив між Північчю і Півднем. Проте, його неенергійний образ дій дав можливість зміцніти і організуватися партії сецесіоністів, і коли в 1861 р. Б'юкенен поступився президентським постом Авраамові Лінкольну, Конфедерація південців була вже готова почати міжусобну війну. У мемуарах 1866 р. Б'юкенен намагався захистити свою політику. Спробу пом'якшити суворий вирок сучасників над Б'юкененом зробив також Куртіс (англ. Curtis) у книзі «Life of J. В.» (2 т., 1883).